# Arpheuilles (Cher)
Pour les articles homonymes, voir Arpheuilles.
Ne doit pas être confondu avec Arpheuilles (Indre).
Arpheuilles est une commune française située dans le département du Cher, en région Centre-Val de Loire.

## Géographie

### Climat
Pour des articles plus généraux, voir Climat du Centre-Val de Loire et Climat du Cher.
En 2010, le climat de la commune est de type climat océanique dégradé des plaines du Centre et du Nord, selon une étude du CNRS s'appuyant sur une série de données couvrant la période 1971-2000. En 2020, Météo-France publie une typologie des climats de la France métropolitaine dans laquelle la commune est exposée à un climat océanique altéré et est dans la région climatique Ouest et nord-ouest du Massif Central, caractérisée par une pluviométrie annuelle de 900 à 1 500 mm, maximale en automne et en hiver.
Pour la période 1971-2000, la température annuelle moyenne est de 11 °C, avec une amplitude thermique annuelle de 15,7 °C. Le cumul annuel moyen de précipitations est de 773 mm, avec 11,1 jours de précipitations en janvier et 7,4 jours en juillet. Pour la période 1991-2020, la température moyenne annuelle observée sur la station météorologique la plus proche, située sur la commune d'Orval à 9 km à vol d'oiseau, est de 12,3 °C et le cumul annuel moyen de précipitations est de 757,1 mm,. Pour l'avenir, les paramètres climatiques de la commune estimés pour 2050 selon différents scénarios d'émission de gaz à effet de serre sont consultables sur un site dédié publié par Météo-France en novembre 2022.

## Urbanisme

### Typologie
Au 1er janvier 2024, Arpheuilles est catégorisée commune rurale à habitat dispersé, selon la nouvelle grille communale de densité à 7 niveaux définie par l'Insee en 2022.
Elle est située hors unité urbaine. Par ailleurs la commune fait partie de l'aire d'attraction de Saint-Amand-Montrond, dont elle est une commune de la couronne,. Cette aire, qui regroupe 36 communes, est catégorisée dans les aires de moins de 50 000 habitants,.

### Occupation des sols
L'occupation des sols de la commune, telle qu'elle ressort de la base de données européenne d’occupation biophysique des sols Corine Land Cover (CLC), est marquée par l'importance des forêts et milieux semi-naturels (70,4 % en 2018), une proportion sensiblement équivalente à celle de 1990 (69,7 %). La répartition détaillée en 2018 est la suivante : 
forêts (69,7 %), prairies (14 %), terres arables (13,5 %), zones agricoles hétérogènes (2 %), milieux à végétation arbustive et/ou herbacée (0,8 %).
L'évolution de l’occupation des sols de la commune et de ses infrastructures peut être observée sur les différentes représentations cartographiques du territoire : la carte de Cassini (XVIIIe siècle), la carte d'état-major (1820-1866) et les cartes ou photos aériennes de l'IGN pour la période actuelle (1950 à aujourd'hui).

### Risques majeurs
Le territoire de la commune d'Arpheuilles est vulnérable à différents aléas naturels : météorologiques (tempête, orage, neige, grand froid, canicule ou sécheresse), mouvements de terrains et séisme (sismicité faible). Un site publié par le BRGM permet d'évaluer simplement et rapidement les risques d'un bien localisé soit par son adresse soit par le numéro de sa parcelle.

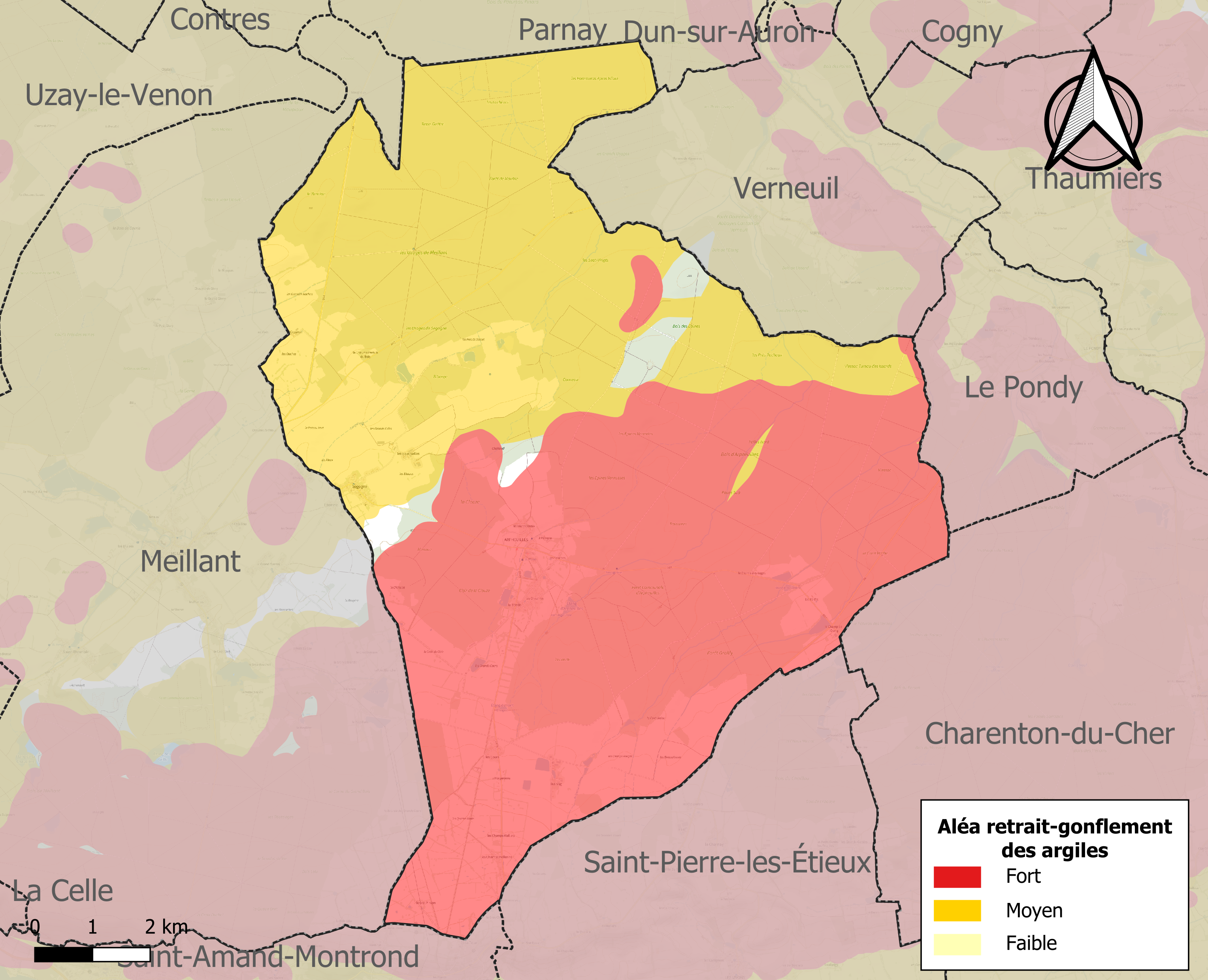
Carte des zones d'aléa retrait-gonflement des sols argileux d'Arpheuilles.

La commune est vulnérable au risque de mouvements de terrains constitué principalement du retrait-gonflement des sols argileux. Cet aléa est susceptible d'engendrer des dommages importants aux bâtiments en cas d’alternance de périodes de sécheresse et de pluie. 97,5 % de la superficie communale est en aléa moyen ou fort (90 % au niveau départemental et 48,5 % au niveau national). Sur les 177 bâtiments dénombrés sur la commune en 2019, 177 sont en aléa moyen ou fort, soit 100 %, à comparer aux 83 % au niveau départemental et 54 % au niveau national. Une cartographie de l'exposition du territoire national au retrait gonflement des sols argileux est disponible sur le site du BRGM,.
Concernant les mouvements de terrains, la commune a été reconnue en état de catastrophe naturelle au titre des dommages causés par la sécheresse en 1989, 2018 et 2019 et par des mouvements de terrain en 1999.

## Toponymie
La commune est connue sous le nom d'Arfelum en 1213, Parrochia Arfolie en 1240, Capellanus de Arpholio en 1327, Arfeulhe en 1410.
La forme réduite arfuèlha, du nord-occitan, a produit une f en perdant le e pré-tonique (agr[e]fuèlha > agrfuèlha > arfuèlha) pour aboutir à Arpheuilles qui est la forme plurielle d'une appellation du houx dérivée de la racine latine acrifoliu-. Pour ce toponyme, un instituteur d'Arpheuilles décédé en 1886, Monsieur Ziegler, avançait l'hypothèse d'une houssaye donnant le sens de « feuilles aigres, piquantes ». Une étude agricole réalisée à Arpheuille au XXe siècle signale la présence importante et pousse rapide de fragons épineux (Ruscus aculeatus) en ces lieux favorables. Le Fragon épineux a des vertus médicinales positives sur les hémorroïdes et le système veineux, il était un élément essentiel utilisé dans la pharmacopée du Moyen-Âge et aurait influencé la création de ce toponyme.

## Histoire
Les droits seigneuriaux appartenaient aux seigneurs de Meillant. La paroisse avait pour seigneur en 1715 Georges de Roise d’Entraigue : épitaphe sur l’un des murs intérieurs de l’église : « Par la libéralité d’hau et puissant seign’ Me Do, Chrétien Gorge de Roise d’Intrègue, seign’ de cette paroisse, cette église a été recarlée et par les soins de Mes Charle françois Piaud, curé dudit lieu et de Me Guillaume Picot, sundic de Meillant et d’Arpheuille lequel fai faire la balstrade du cœur. 1728 ».
Ce village forestier célèbre par ses bûcherons faisait partie de l'élection de Saint-Amand en 1789. L'église, dédiée à saint Martin, dépendait de l'archiprêtré de Dun et l'abbé de Déols puis le roi présentèrent à la cure.
La paroisse, sous l’Ancien Régime, relevait du gouvernement de la province du Bourbonnais, généralité de Bourges, élection de Saint Amand.

## Politique et administration
| Période                                  | Période                   | Identité          | Étiquette | Qualité              |
| ---------------------------------------- | ------------------------- | ----------------- | --------- | -------------------- |
| Les données manquantes sont à compléter. |                           |                   |           |                      |
| mars 2001                                | mars 2008                 | Michel Bonneau    |           |                      |
| mars 2008                                | avril 2014                | Christian Mathieu |           |                      |
| 4 avril 2014                             | En cours (au 8 août 2020) | Pascal Augendre   | SE        | Retraité de La Poste |

## Démographie
Les habitants sont nommés les Arpheuillois
L'évolution du nombre d'habitants est connue à travers les recensements de la population effectués dans la commune depuis 1793. Pour les communes de moins de 10 000 habitants, une enquête de recensement portant sur toute la population est réalisée tous les cinq ans, les populations de référence des années intermédiaires étant quant à elles estimées par interpolation ou extrapolation. Pour la commune, le premier recensement exhaustif entrant dans le cadre du nouveau dispositif a été réalisé en 2004.

En 2022, la commune comptait 301 habitants, en évolution de +2,38 % par rapport à 2016 (Cher : −2,48 %, France hors Mayotte : +2,11 %).
| 1793 | 1800 | 1806 | 1821 | 1831 | 1836 | 1841 | 1846 | 1851 |
| ---- | ---- | ---- | ---- | ---- | ---- | ---- | ---- | ---- |
| 379  | 430  | 494  | 357  | 527  | 627  | 434  | 523  | 442  |

| 1856 | 1861 | 1866 | 1872 | 1876 | 1881 | 1886 | 1891 | 1896 |
| ---- | ---- | ---- | ---- | ---- | ---- | ---- | ---- | ---- |
| 452  | 472  | 512  | 480  | 505  | 523  | 509  | 538  | 530  |

| 1901 | 1906 | 1911 | 1921 | 1926 | 1931 | 1936 | 1946 | 1954 |
| ---- | ---- | ---- | ---- | ---- | ---- | ---- | ---- | ---- |
| 574  | 517  | 482  | 413  | 372  | 361  | 354  | 337  | 323  |

| 1962 | 1968 | 1975 | 1982 | 1990 | 1999 | 2004 | 2006 | 2009 |
| ---- | ---- | ---- | ---- | ---- | ---- | ---- | ---- | ---- |
| 340  | 306  | 271  | 244  | 333  | 322  | 343  | 339  | 342  |

| 2014 | 2019 | 2022 | - | - | - | - | - | - |
| ---- | ---- | ---- | - | - | - | - | - | - |
| 309  | 304  | 301  | - | - | - | - | - | - |

## Culture locale et patrimoine

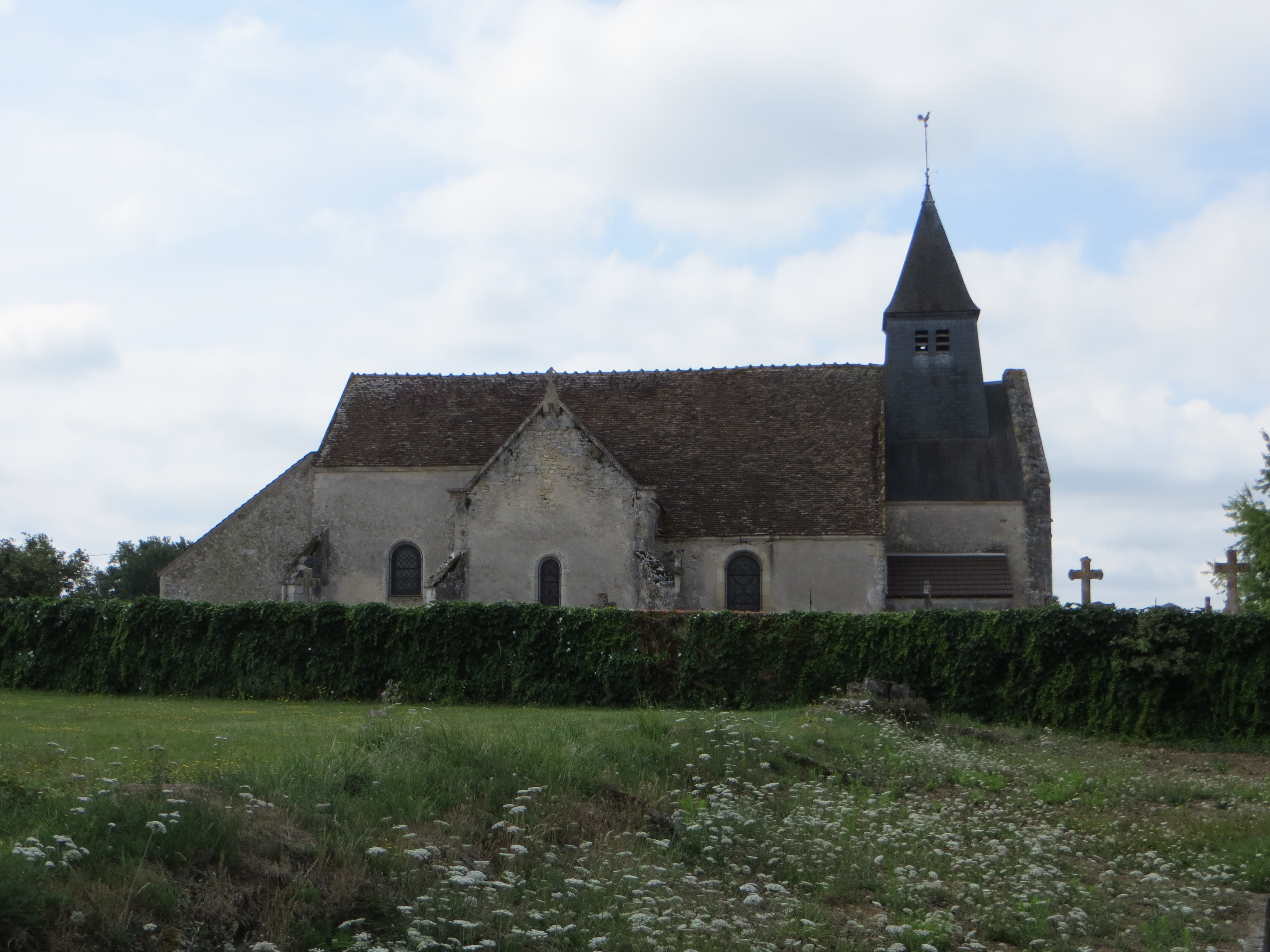
Église Saint-Martin - Cloche de l’église sonnant la demie :

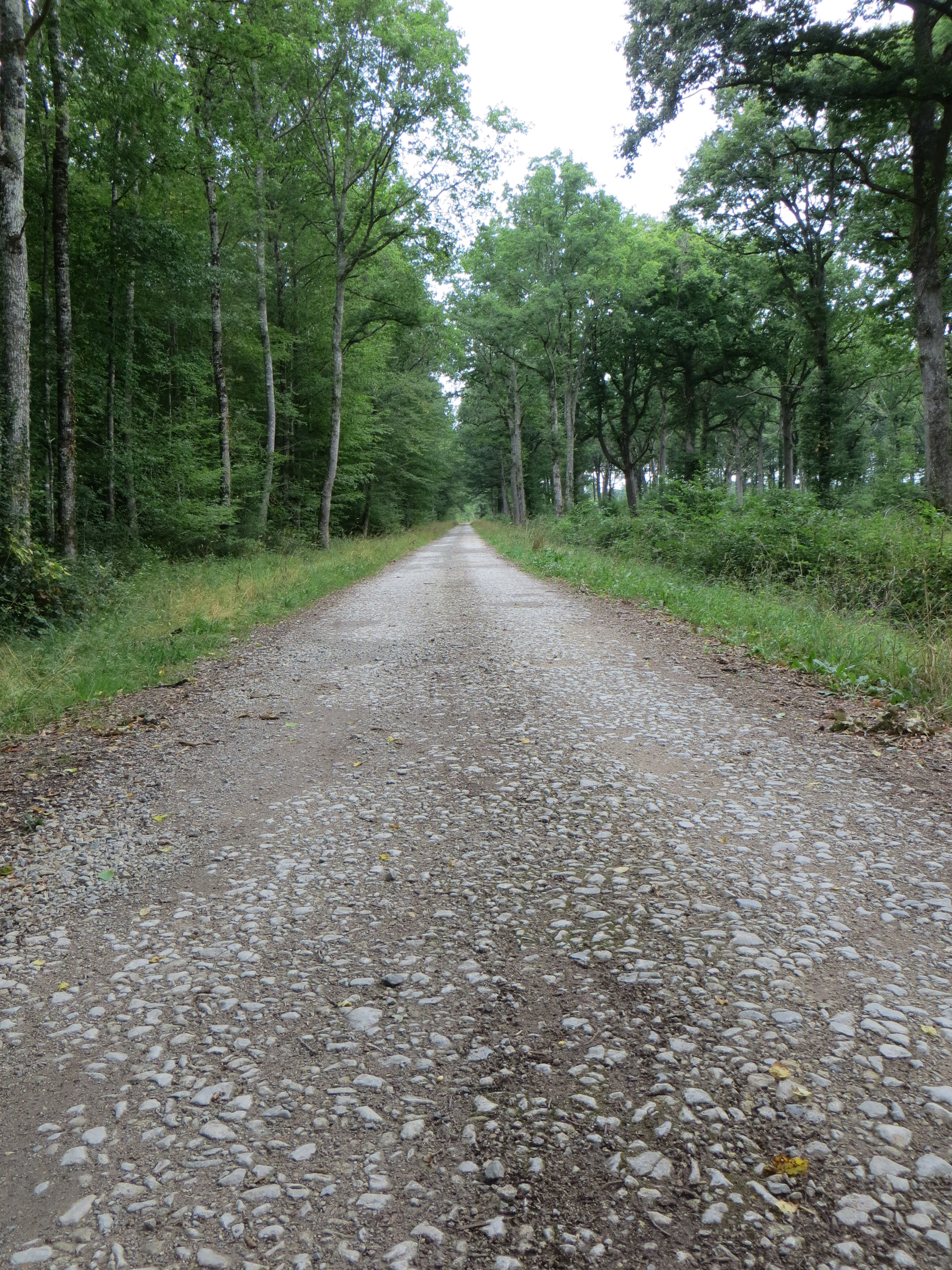
Tronçon de voie romaine.

### Lieux et monuments
- L'église romane Saint-Martin : elle dépendait de l'abbaye de Déols ; à l'intérieur, il existe des pierres tombales portant des inscriptions.
- Voie romaine : le pavé de Jugevache ou de Trichevache, portion de 5 km de la voie romaine reliant Bourges à Clermont-Ferrand (Drevant - Dun).
- Le châtelet : retranchement du châtelet dans le bois de la Clouze - enceinte quadrangulaire en terre de 83 m de côté ouest-est et de 75 m de côté nord-sud avec fossé haut de 3,5 m à 4 m et large de -?5 m - peut-être un castellum romain[25].
- Charbonnière, font Jinjou, lavoir.